# Юнацька збірна Люксембургу з футболу (U-19)
Юнацька збірна Люксембургуз футболу — національна футбольна збірна Люксембургу гравців віком до 19 років, яку контролює Федерація футболу Люксембургу.

## Історія
Вперше юніорська збірна, яка за регламентом була віком до 18 років, взяла участь у Юніорському турнірі ФІФА 1950, на якому зайняла четверте місце. Через три роки збірна знову взяла участь у Юніорському турнірі ФІФА 1953, на якому цього разу зайняла сьоме місце, а на наступному турнірі — дев'яте.
1955 року турнір перейшов під егіду УЄФА, і в першому ж турнірі знову зіграла юнацька збірна Люксембургу до 18 років, але зайняла останнє місце в групі, після чого ненадовго перестала виступати у турнірі.
На Юніорському турнірі УЄФА 1958 року юнацька збірна Люксембургу до 18 років виступила на правах господарів, проте знову зайняла останнє місце в групі, так само як і на наступному турнірі в Болгарії.
У чемпіонатах 1964 та 1965 років збірна знову посідала лише останні місця в групах.
Після введення кваліфікації збірна пробилася до фінального турніру лише 1974 року, де знову зайняла останнє місце в групі, повторивши це досягнення і наступного року.
Востаннє збірна пробивалась у фінальну стадію чемпіонатів Європи на турнір 1984 року, де також зайнялалише останнє місце в групі. Після того всі спроби пробитись кваліфікацію були марними.

## Чемпіонат Європи (U-18/U-19)
- 1950 — 4 місце
- 1953 — 7 місце
- 1954 — 9 місце
- 1955 — груповий етап
- 1958 — груповий етап
- 1959 — груповий етап
- 1964 — груповий етап
- 1965 — груповий етап
- 1974 — груповий етап
- 1975 — груповий етап
- 1984 — груповий етап